# Coptera anka
Coptera anka — викопний вид паразитичних ос родини діаприїд (Diapriidae), що існував у палеогені. Вид відкладав яйця у лялечки мух, де і розвивалася його личинка.

## Історія відкриття
Вид описаний у 2018 році командою науковців під керівництвом Томаса ван де Кампа. Дослідники вивчили 1510 скам'янілих лялечок мух періоду палеогену (23-66 млн років тому), які знайдені на території сучасної Франції у муніципалітеті Баш в департаменті Лот на фосфоритових копальнях Керсі у кінці XIX століття. Скам'янілості зберігаються в музейних колекціях Базеля і Стокгольма. Вчені використовували рентгенівську мікротомографію, яка допомогла їм «зазирнути» всередину лялечки, не руйнуючи її, і зробити тривимірні реконструкції паразитів всередині лялечок. Дослідники виявили у 55-ох лялечках ос-ендопаразитів чотирьох невідомих раніше видів: Coptera anka, Palaeortona quercyensis, Xenomorphia resurrecta і Xenomorphia handschini.